# Гловацкий, Вадим Николаевич
Вади́м Никола́евич Глова́цкий (1 января 1970, Темиртау, Карагандинская область — 5 января 2015) — российский и казахстанский хоккеист, защитник.
Воспитанник «Строитель» (Темиртау) (тренер — Киприч Б. В.) и ДЮСШ «Трактор» (тренер — Бец Н. Ф.). Большую часть карьеры провел за челябинские «Металлург» и «Трактор», магнитогорский «Металлург». Участник Олимпийских игр 1998 в Нагано в составе сборной Казахстана.
Скоропостижно скончался 5 января 2015 года в возрасте 45 лет.
Сын Антон также хоккеист.

## Достижения
- Двукратный чемпион России в составе «Металлурга» (1999 и 2001 гг.)
- Серебряный призёр чемпионата России (1998 г.)
- Бронзовый призёр чемпионата России (1993, 1994, 2000 гг.)
- Обладатель Кубка России 1998 г.
- Двукратный чемпион Евролиги (1999, 2000 г.)
- Самый результативный защитник РХЛ сезона 1996/97